# Dunai hering
A dunai hering vagy kaszpi-tengeri vándorhering (Alosa immaculata) a sugarasúszójú halak (Actinopterygii) osztályának heringalakúak (Clupeiformes) rendjébe, ezen belül a heringfélék (Clupeidae) családjába tartozó faj.

## Előfordulása
A dunai hering elterjedési területe a Fekete- és az Azovi-tenger, valamint ezek folyói és a Paleostom-tó. A magyarországi Duna-szakaszból néhány példánya ismert, de mára kihalt.
A Donban és a Dunában 567 kilométerre is felúszott; mielőtt megépítették a Kanyivi-víztározót, a Dnyeperben elérte Kijevet is.

## Alfajai
A Kaszpi-tengerben 2 alfaja, míg a Fekete-tengerben, az Azovi-tengerben és a beléjük ömlő folyókban 1 alfaja él:
- Alosa pontica kessleri – 52 centiméter és 2 kilogramm is lehet; Kaszpi-tenger
- Alosa pontica volgensis - Kaszpi-tenger
- Alosa pontica pontica - Fekete-tenger, Azovi-tenger és a beléjük ömlő folyók

## Megjelenése
A dunai hering teste karcsú, heringszerű, nagy, kerekded pikkelyekkel (30-36, átlagosan 33-34 van egy sorban). Testhossza 15-20 centiméter, legfeljebb 39 centiméterig. A Don folyóban nem nő 21 centiméternél nagyobbra. Hátúszója rövid. Oldalvonala nincs. Felső állkapcsa erőteljes középső bemetszéssel; alsó állkapcsa a szem hátulsó szegélyéig ér. Állkapcsa, nyelve, az ekecsont és a szájpadcsont fogazottak. Mell- és hasúszói rövidek, kicsinyek. 40-73 (átlagosan 46-55) erős kopoltyútüske, ezek rövidebbek, mint a kopoltyúlemezkék. Hátoldala és a fej felső fele sötét, kékesen vagy feketén csillogó. A szem és a kopoltyúfedő széle között sötét folt van. Nagyon ritkán 7-8 jelentéktelen sötét folt látható a kopoltyúfedők mögött.

## Életmódja
Ez a halfaj egyaránt megél a sós-, édes- és brakkvízben is. A tengerben 3-90 méteres mélységben tartózkodik. A kis rákok közül a Crangon-, Upogebia- és Idothea-fajokkal táplálkozik, míg a kishalak közül az Engraulis-, Clupeonella-, Sprattus-fajokat kedveli.
Legfeljebb 7 évig él.

## Szaporodása
A dunai hering március–áprilisban indul ívni, és gyakran nagyon messze felúszik a folyókban. Május végétől júliusig ívik, a Don felső szakaszán augusztusig. Ikráit homok- és kavicspadokra rakja. Az ivadékok június és szeptember között indulnak a tenger felé. A dunai hering 2-3 évesen ivarérett.

## Felhasználása
A 20. század elején, a túlhalászás miatt, az összes dunai hering állomány erősen lecsökkent. Manapság is halásszák ezt a halfajt, de már nem ipari mértékben.